# Sofia Roudieva
Sofia Roudieva (en russe: София Рудьева), née le 15 décembre 1990 à Léningrad en URSS, est un mannequin russe couronnée Miss Russie 2009.